# Alain Ier (évêque de Rennes)
Pour les articles homonymes, voir Alain.
Alain Ier (mort le 1er mai 1157) est évêque de Rennes de 1141 à  1156.

## Biographie
Lors de la succession du duc Conan III de Bretagne, l'évêque Alain Ier, dont les attaches familiales sont tournées vers le nantais et les pays de la Loire, soutient Hoel contre Eudon II de Porhoët. Il doit s'exiler à Nantes puis à l'abbaye de Saint-Denis auprès de l'abbé Suger.
Il donne la chapelle de la Motte de Sevailles qu'il possède aux moines cisterciens de l'Abbaye de Savigny (1141-1156)Il meurt le 1er mai 1157 selon l'obituaire de la cathédrale Saint-Pierre de Rennes.

### Études
- Cyprien Henry, « Les évêques de Rennes à travers leurs actes (XIe première moitié du XIIe siècle) », Bulletin et mémoires de la Société d’Archéologie et d’Histoire d’Ille-et-Vilaine, vol. Tome CXVII,‎ 2013, p. 37-59 et tableau généalogique p. 45

- (la) Jean-Barthélemy Hauréau, Gallia Christiana, vol. XIV Provincia Turonensi, Paris, Firmin-Didot, 1856, p. 749 Ecclesia Redonensis, Episcopi Redonenses XXII Alanus I..
- Abbé Amédée Guillotin de Corson, Pouillé Historique de l’archevêché de Rennes, vol. 1, Mayenne, Éditions Régionales de l'Ouest (réédition), 1997 (ISBN 2855540836), p. 57-58 XXII Alain Ier